# Restrict

Dans le langage de programmation C, à partir du standard C99, restrict est un mot-clé qui peut être utilisé dans les déclarations de pointeur. Le mot-clé restrict  est une déclaration d'intention donnée par le programmeur pour le compilateur. Il indique que pour la durée de vie du pointeur, seul le pointeur lui-même ou une valeur directement issue (comme pointer + 1) sera utilisé pour accéder à l'objet vers lequel il pointe. Cela limite les effets de l'aliasing de pointeur, aidant aux optimisations. Si la déclaration d'intention n'est pas respectée et que l'objet est atteint par un pointeur indépendant, cela se traduira par un comportement indéfini. L'utilisation du mot-clé restrict permet, en principe, d'obtenir la même performance que le même programme écrit en Fortran.
C++ n'a pas de support standard de restrict, mais de nombreux compilateurs ont des équivalents qui fonctionnent habituellement en C++ et en C, tels que __restrict__ pour GCC et Clang , et __restrict et __declspec(restrict) pour Visual C++.

## Optimisation
Si le compilateur sait qu'il y a seulement un pointeur vers un bloc de mémoire, il peut produire un code mieux optimisé. Nous allons le voir sur un exemple. 

### Version sans restrict
Considérons la fonction en C suivante :
```
void
 
updatePtrs
(
size_t
 
*
ptrA
,
 
size_t
 
*
ptrB
,
 
size_t
 
*
val
)

{

  
*
ptrA
 
+=
 
*
val
;

  
*
ptrB
 
+=
 
*
val
;

}

```

La fonction updatePtrs ci-dessus prend 3 pointeurs ptrA, ptrB, et val vers des entiers non signés (size_t) en paramètres. La fonction incrémente les valeurs pointées par ptrA, ptrBde l'entier pointé par val. Les pointeurs ptrA, ptrB, et val peuvent se référer au même emplacement mémoire. C'est pourquoi le compilateur pourrait générer un code moins optimal :
```
load
 
R1
 
←
 
*
val
 
; Charge la valeur pointée par val

load
 
R2
 
←
 
*
ptrA
 
; Charge la valeur pointée par ptrA

add
 
R2
 
+
=
 
R1
 
; Effectuer une Addition

set
 
R2
 
→
 
*
ptrA
 
; mettre à jour la valeur pointée par ptrA

; De même pour ptrB, notez que val est chargé à deux reprises, parce que

; ptrA peut être égal à val (c'est-à-dire, pointe vers le même emplacement).

load
 
R1
 
←
 
*
val

load
 
R2
 
←
 
*
ptrB

add
 
R2
 
+
=
 
R1

set
 
R2
 
→
 
*
ptrB

```

### Version avec restrict
Toutefois, si le mot-clé restrict est utilisé et que la fonction ci-dessus est déclarée comme :
```
void
 
updatePtrs
(
size_t
 
*
restrict
 
ptrA
,
 
size_t
 
*
restrict
 
ptrB
,
 
size_t
 
*
restrict
 
val
);

```

alors le compilateur suppose que ptrA, ptrB et val pointent vers différents emplacements. Ainsi, la mise à jour d'un pointeur n'affectera pas les autres pointeurs. En particulier, on sait que la valeur pointé par val n'est pas modifiée. Il suffit donc de lire la valeur *val une fois seule pour réaliser les deux additions *ptrA += *val; et *ptrB += *val;. Le compilateur peut générer un meilleur code comme suit :
```
load
 
R1
 
←
 
*
val

load
 
R2
 
←
 
*
ptrA

add
 
R2
 
+
=
 
R1

set
 
R2
 
→
 
*
ptrA

; Notez que val n'est pas rechargé,

; parce que le compilateur sait que c'est inchangé

load
 
R2
 
←
 
*
ptrB

add
 
R2
 
+
=
 
R1

set
 
R2
 
→
 
*
ptrB

```

Notez que le code assembleur est plus court parce que la valeur pointée par val n'est chargée qu'une seule fois.

On peut remarquer que dans notre cas, ces deux signatures génèrent aussi le même code :
```
void
 
updatePtrs
(
size_t
 
*
ptrA
,
 
size_t
 
*
ptrB
,
 
size_t
 
*
restrict
 
val
);

void
 
updatePtrs
(
size_t
 
*
restrict
 
ptrA
,
 
size_t
 
*
ptrB
,
 
size_t
 
*
val
);

```

En effet, il est suffisant de promettre au compilateur que ptrA n'écrira pas dans val , ou que val ne sera pas modifié par ptrA. Ce n'est pas vrai pour ptrB à cause de l'ordre des opérations dans la fonction.
C'est le programmeur (non le compilateur) qui est responsable de veiller à ce que les pointeurs ne pointent pas les mêmes endroits.